# César Villaluz
César Osvaldo Villaluz Martínez, né le 18 juillet 1988 à Mexico au Mexique, est un footballeur international mexicain évoluant au poste de milieu de terrain à l'Atlético San Luis, en Liga de Ascenso.

## Biographie

### En club

#### Les débuts
César Villaluz commence dans un club de son quartier le Real Angeles à l'âge de quatre ans. Il rejoint une filiale du CD Cruz Azul à l'âge de dix ans, et deux ans plus tard le club lui-même où il débute comme attaquant avant de se repositionner comme milieu offensif du fait de sa petite taille.

#### Cruz Azul
Il débute en Primera División en 2006 et y fait 117 apparitions, inscrivant 11 buts, sous le maillot de Cruz Azul.

#### San Luis
César Villaluz signe le 9 décembre 2011 avec le San Luis FC, lassé d'être remplaçant à Cruz Azul.

### En sélection
Il fait partie de la sélection du Mexique des 17 ans qui remporte la coupe du monde des moins de 17 ans 2005. Il y inscrit trois buts dont un doublé en demi-finales face aux Pays-Bas. Impressionnant tous les observateurs durant le tournoi, il intéressera notamment Arsenal.
Deux ans plus tard, il participe à la coupe du monde des moins de 20 ans 2007 mais le Mexique est éliminé en quart-de-finale par l'Argentine, future vainqueur de l'épreuve.
Dans la foulée de ses bonnes performances en équipe de jeunes en 2007, César Villaluz est convoqué en sélection nationale mais n'est plus rappelé depuis 2009. Il compte 12 apparitions sous le maillot de la Tri, inscrivant 2 buts.

## Palmarès

### En club
| - CD Cruz Azul - Primera División - Vice-champion : 2008 (C), 2009 (O) et 2010 (O). - Ligue des champions de la CONCACAF - Finaliste : 2009 et 2010. |

### En sélection
| - Mexique -17 ans - Coupe du monde des moins de 17 ans - Vainqueur : 2005. |